# Championnat de Catalogne de football
Le championnat de Catalogne (Campionat de Catalunya) est une compétition de football opposant les clubs de Catalogne créée en 1904 et disparue en 1940, à la suite de la guerre civile espagnole. 
Cette compétition est la première à opter pour le professionnalisme en Espagne, avant le lancement de La Liga en 1929. Elle est outrageusement dominée par le FC Barcelone et l'Español de Barcelone.

## Histoire
En décembre 1900, alors que le football vient tout juste d'apparaître en Espagne, le président de l'Hispania AC Alfons Macaya offre un trophée, connu comme la Coupe Macaya, à une compétition des clubs de Catalogne. L'Hispania AC remporte la première édition de la compétition en 1901, devant le FC Barcelone qui prend sa revanche l'année suivante, remportant ainsi le premier trophée de son histoire. 
L'année suivante, les Blaugranas, en désaccord avec l'organisation de la Coupe, lancent une compétition rivale, la Copa Barcelona. En 1903, les différents clubs de la région s'accordent finalement et crée le premier championnat de Catalogne, dont le vainqueur représente la Catalogne en Coupe du Roi. 
En 1917, la compétition opte pour le statut professionnel et met en place une seconde division. En 1928, trois des principaux clubs catalans, le FC Barcelone, l'Español de Barcelone et le Club Esportiu Europa, intègrent le championnat d'Espagne naissant, et le championnat de Catalogne commence dès lors à décliner en importance, jusqu'à sa disparition lors de la guerre civile espagnole en 1940.

## Palmarès
De 1902 à 1940, le palmarès de la compétition est le suivant
- FC Barcelone (21)
  - 1904-1905, 1908-1909, 1909-1910, 1910-1911, 1912-1913, 1915-1916, 1918-1919, 1919-1920, 1920-1921, 1921-1922, 1923-1924, 1924-1925, 1925-1926, 1926-1927, 1927-1928, 1929-1930, 1930-1931, 1931-1932, 1933-1934, 1935-1936, 1937-1938

- Club Espanyol / X Sporting Club / RCD Espanyol/ CD Espanyol (12)
  - 1902-1903, 1903-1904, 1905-1906, 1906-1907, 1907-1908, 1911-1912, 1914-1915, 1917-1918, 1928-1929, 1932-1933, 1936-1937, 1939-1940

- FC Espanya de Barcelona (en) (3)
  - 1912-1913, 1913-1914, 1916-1917

- CE Europa (1)
  - 1922-1923

- CE Sabadell (1)
  - 1933-1934